# Langbahn-Weltmeisterschaft 2021
Die Langbahn-Weltmeisterschaft 2021 war die 51. Auflage der FIM-Speedway-Langbahn-Weltmeisterschaft.
Die Weltmeisterschaft sollte sechs Rennen umfassen, beginnend in Mühldorf am Inn in Deutschland bis zum finalen Lauf in Herxheim, ebenfalls Deutschland. Wie schon während der Langbahn-Weltmeisterschaft 2020 wurde der Zeitplan durch die COVID-19-Pandemie erheblich gestört.
Romano Hummel aus den Niederlanden gewann den Weltmeistertitel vor Martin Smolinski aus Deutschland, nachdem er in der zweiten Runde 13 Punkte erzielt hatte. Theo Pijper war als Dritter ebenfalls auf dem Podium. Vierter wurde Chris Harris aus England.
Dimitri Bergé, der nach der ersten Runde in Führung gelegen hatte, konnte in der zweiten Runde nicht antreten, da er in der ersten Runde eine Wildcard erhalten hatte. Dem Franzosen wurde somit die Chance auf den Titel verwehrt.
Die zweite und letzte Runde wurde auf YouTube live übertragen.

## Qualifikation
Die Teilnehmer qualifizierten sich entweder über die Meisterschaft aus dem Jahr 2020, die Longtrack Challenge oder sie erhielten eine Wild Card von der FIM.

## Veranstaltungsorte
| Rennen | Datum         | Veranstaltungsort          | Sieger           |
| ------ | ------------- | -------------------------- | ---------------- |
| 1      | 4. Juli       | Mühldorf am Inn (abgesagt) | –                |
| 2      | 13. Juli      | Marmande                   | Dimitri Bergé    |
| 3      | 28. August    | Rzeszów                    | Martin Smolinski |
| 4      | 4. September  | Morizès (abgesagt)         | –                |
| 5      | 19. September | Herxheim (abgesagt)        | –                |

## Endklassement
| Pos. | Nr. | Fahrer             | Runde 1 | Runde 2 | Runde 3 | Runde 4 | Runde 5 | Gesamt |
| ---- | --- | ------------------ | ------- | ------- | ------- | ------- | ------- | ------ |
| 1    |     | Romano Hummel      | x       | 19      | 13      | x       | x       | 32     |
| 2    |     | Martin Smolinski   | x       | 9       | 21      | x       | x       | 30     |
| 3    |     | Theo Pijper        | x       | 17      | 7       | x       | x       | 24     |
| 4    |     | Chris Harris       | x       | 13      | 10      | x       | x       | 23     |
| 5    |     | Dimitri Bergé      | x       | 21      | x       | x       | x       | 21     |
| 6    |     | Lukas Fienhage     | x       | 5       | 17      | x       | x       | 22     |
| 7    |     | Josef Franc        | x       | 0       | 19      | x       | x       | 19     |
| 8    |     | Hynek Štichauer    | x       | 15      | 4       | x       | x       | 19     |
| 9    |     | Stanisław Burza    | x       | x       | 17      | x       | x       | 17     |
| 10   |     | Dave Meijerink     | x       | 7       | 9       | x       | x       | 16     |
| 11   |     | James Shanes       | x       | 11      | 2       | x       | x       | 13     |
| 12   |     | Jacob Bukhave      | x       | 10      | 3       | x       | x       | 13     |
| 13   |     | Max Dilger         | x       | x       | 11      | x       | x       | 11     |
| 14   |     | Gaétan Stella      | x       | 1       | 8       | x       | x       | 9      |
| 15   |     | Zach Wajtknecht    | x       | 3       | 5       | x       | x       | 8      |
| 16   |     | Bernd Diener       | x       | 8       | x       | x       | x       | 8      |
| 17   |     | Julien Cayre       | x       | 4       | x       | x       | x       | 4      |
| 18   |     | Jordan Dubernard   | x       | 2       | x       | x       | x       | 2      |
| 19   |     | Fabian Wachs       | x       | x       | 1       | x       | x       | 1      |
| 20   |     | Thomas H. Jonasson | x       | 0       | x       | x       | x       | 0      |